# Eco-marathon
Eco-marathon – coroczna rywalizacja sponsorowana przez koncern Shell. Uczestnicy zawodów konstruują energooszczędne pojazdy, które podczas zawodów muszą osiągnąć jak najmniejsze zużycie energii.  

## Historia
Pierwsze zawody Shell Eco-marathon Europe odbyły się w 1985 roku we Francji, w zawodach wzięło udział 25 drewnianych pojazdów. 
W 2009 roku 7-9 maja zorganizowano 25 edycję. W kategorii Prototyp wygrał zespół LPTI St Joseph La Joliverie Nantes których pojazd pokonał 3582 km na jednym litrze paliwa. W kategorii UrbanConcept wygrał Norges Tekniske og Naturvitenskapelige Universitet których pojazd pokonał 1246 kilometrów na jednym litrze wodoru.
W 2011 roku zorganizowano 27 edycję. W zawodach wzięły udział 222 zespoły w tym 5 zespołów z Polski. Trzecie miejsce w kategorii Urban Concept (konkurencja benzyna) zajęli studenci ze Studenckiego Koła Aerodynamiki Pojazdów konstruując pojazd "PAKS" pokonujący 300 kilometrów na litrze paliwa.
W 29 edycji  Shell Eco-Marathon Europe organizowanej w 2013 roku wzięły udział reprezentacje Politechniki Warszawskiej, Gdańskiej, Lubelskiej, Łódzkiej i Śląskiej.
W 2016 roku pierwsze miejsce zdobył bolid Microjoule-La Joliverie z Francji, który przejechał dystans 2, 606 km na 1 litrze paliwa. W zawodach wystartowało 5 zespołów z Polski. Zespół SKAP zdobył drugie miejsce w kategorii Urban Concept (benzyna), Smart Power Urban drugie miejsce w kategorii Urban Concept (wodór).
W 33 edycji (2017 rok) uczestnicy konkurowali na specjalnie zbudowanym torze miejskim o długości 1,6 km mieszczącym się w Queen Elizabeth Olympic Park w Londynie. W zawodach wystartowały cztery zespoły z Polski w kategoriach Prototyp (konkurencje bateria elektryczna oraz silnik spalinowy) oraz Urban Concept (wodór, silnik spalinowy).

## Cel zawodów
Zadaniem uczestników jest samodzielne zaprojektowanie i zbudowanie jak najbardziej energooszczędnych pojazdów, które mają za zadanie pokonać tor z jak najmniejszym zużyciem paliwa. Zawody są podzielone na kategorie Prototype i Urban Concept oraz kilka konkurencji w zależności od źródła energii pojazdów: benzyna, olej napędowy, CNG, LPG, wodorowe ogniwa paliwowe, ogniwa słoneczne, bateria elektryczna. Zawody odbywają się niezależnie od siebie na kilku kontynentach na świecie: Azja, Europa, Ameryka, Afryka.

## Shell Eco-marathon Challenger events
Shell Eco-marathon Challenger events to zawody przygotowawcze, podczas których wybierane są zespoły kwalifikowane do głównych zawodów Shell Eco-marathon. Przejście kontroli technicznej i bezpieczeństwa podczas tych zawodów jest niezbędne do zakwalifikowania się dalej.
Podczas Shell Eco-marathon Le Mans 2017 startowały dwa zespoły z Polski: SKAP z Politechniki Warszawskiej (kategoria benzyna) oraz Hydrogreen Team z Politechniki Lubelskiej (kategoria wodór).